# Kabinett Koizumi III
Das dritte Kabinett Koizumi (jap. 第3次小造内閣, daisanji Koizumi naikaku) regierte Japan unter Führung von Premierminister Jun’ichirō Koizumi vom 21. September 2005 bis zu einer Kabinettsumbildung am 31. Oktober 2005. Koizumi und der LDP war es zuvor gelungen, bei der Shūgiin-Wahl 2005 eine Zweidrittelmehrheit im Shūgiin einzufahren, die es ihm ermöglichte, nötigenfalls das Sangiin zu überstimmen. Er hatte starke loyale Kandidaten, die „Attentäter“, gegen die sogenannten „Rebellen“ aufgestellt, die aus der LDP aufgrund von Meinungsverschiedenheiten zu geplanten Reformen wie der Postprivatisierung ausgetreten waren und die Neue Volkspartei gegründet hatten.

## Staatsminister
| Amt | Name               | Bild                    | Partei  | Faktion  |
| --- | ------------------ | ----------------------- | ------- | -------- |
| Premierminister | Jun’ichirō Koizumi | Jun’ichirō Koizumi      | LDP     | (Mori)   |
| Minister für Innere Angelegenheiten und Kommunikation zuständig für Volkssport                                                                    | Tarō Asō           | Tarō Asō                | LDP     | Kōno     |
| Justizministerin zust. für die Erziehung der Jugend und die Bekämpfung des Geburtenrückgangs                                                      | Chieko Nōno        | Chieko Nōno             | LDP     | Mori     |
| Außenminister | Nobutaka Machimura | Nobutaka Machimura      | LDP     | Mori     |
| Finanzminister | Sadakazu Tanigaki  | Sadakazu Tanigaki       | LDP     | Tanigaki |
| Minister für Bildung, Kultur, Sport, Wissenschaft und Technologie                                                                                 | Nariaki Nakayama   | Nariaki Nakayama        | LDP     | Mori     |
| Minister für Gesundheit, Arbeit und Soziales | Hidehisa Otsuji    | Hidehisa Otsuji         | LDP     | Tsushima |
| Minister für Landwirtschaft, Forsten und Fischerei                                                                                                | Mineichi Iwanaga   | Mineichi Iwanaga        | LDP     | Horiuchi |
| Minister für Wirtschaft, Handel und Industrie zust. für die Weltausstellung                                                                       | Shōichi Nakagawa   | Shōichi Nakagawa        | LDP     | Kamei    |
| Minister für Land, Infrastruktur und Transport zust. für die Übertragung von Hauptstadtfunktionen und Tourismus                                   | Kazuo Kitagawa     | Kazuo Kitagawa          | Kōmeitō | —        |
| Umweltministerin Staatsministerin für Angelegenheiten von Okinawa und der Nördlichen Territorien zust. für globale Umweltfragen                   | Yuriko Koike       | Yuriko Koike            | LDP     | Mori     |
| Chefkabinettssekretär Staatsminister für Geschlechtergleichstellung                                                                               | Hiroyuki Hosoda    | Hiroyuki Hosoda         | LDP     | Mori     |
| Vorsitzender der Nationalen Kommission für Öffentliche Sicherheit Staatsminister für Katastrophenschutz zust. für Notstandsgesetzgebung           | Yoshitaka Murata   | Yoshitaka Murata        | LDP     | Horiuchi |
| Leiter der Verteidigungsbehörde | Yoshinori Ōno      | Yoshinori Ōno (cropped) | LDP     | Yamasaki |
| Staatsminister für den Finanzsektor | Tatsuya Itō        | Tatsuya Itō             | LDP     | Tsushima |
| Staatsminister für Wirtschafts- und Steuerpolitik zust. für die Postprivatisierung                                                                | Heizō Takenaka     | Heizō Takenaka          | LDP     | —        |
| Staatsminister für Deregulierung, Wiederbelebung der Industrie zust. für Verwaltungsreform, Strukturreform in Sonderbereichen                     | Seiichirō Murakami | Seiichirō Murakami      | LDP     | Kōmura   |
| Staatsminister für Wissenschafts- und Technologiepolitik, Lebensmittelsicherheit und Ernährungserziehung zust. für Kommunikationstechnologie (IT) | Yasufumi Tanahashi | Yasufumi Tanahashi      | LDP     | Tsushima |

Anmerkung: Der Premierminister gehört während seiner Amtszeit offiziell keiner Faktion an.